# Cabera schaefferi
Cabera schaefferi là một loài bướm đêm trong họ Geometridae.